# Erich Maria Remarque
Erich Maria Remarque, pseudonimo di Erich Paul Remark (Osnabrück, 22 giugno 1898 – Locarno, 25 settembre 1970), è stato uno scrittore tedesco.

## Biografia

### Origini
Erich Maria Remark (in età adulta lo scrittore riadottò la grafia francese Remarque, con cui la famiglia era stata nota fino al nonno di Erich) nacque il 22 giugno 1898 in una famiglia operaia cattolica di Osnabrück, figlio di Peter Franz Remark (nato il 14 giugno 1867 a Kaiserswerth) e Anna Maria (cognome da nubile Stallknecht, nata il 21 novembre 1871 a Katernberg).
Le ricerche di Hanns-Gerd Rabe, amico di lunga data dello scrittore, dimostrarono che la famiglia di Remarque aveva origini francesi, come del resto sospettato dallo stesso Erich: il bisnonno Johann Adam Remarque, nato nel 1789, veniva da una famiglia francese di Aquisgrana.

### Remarque in guerra

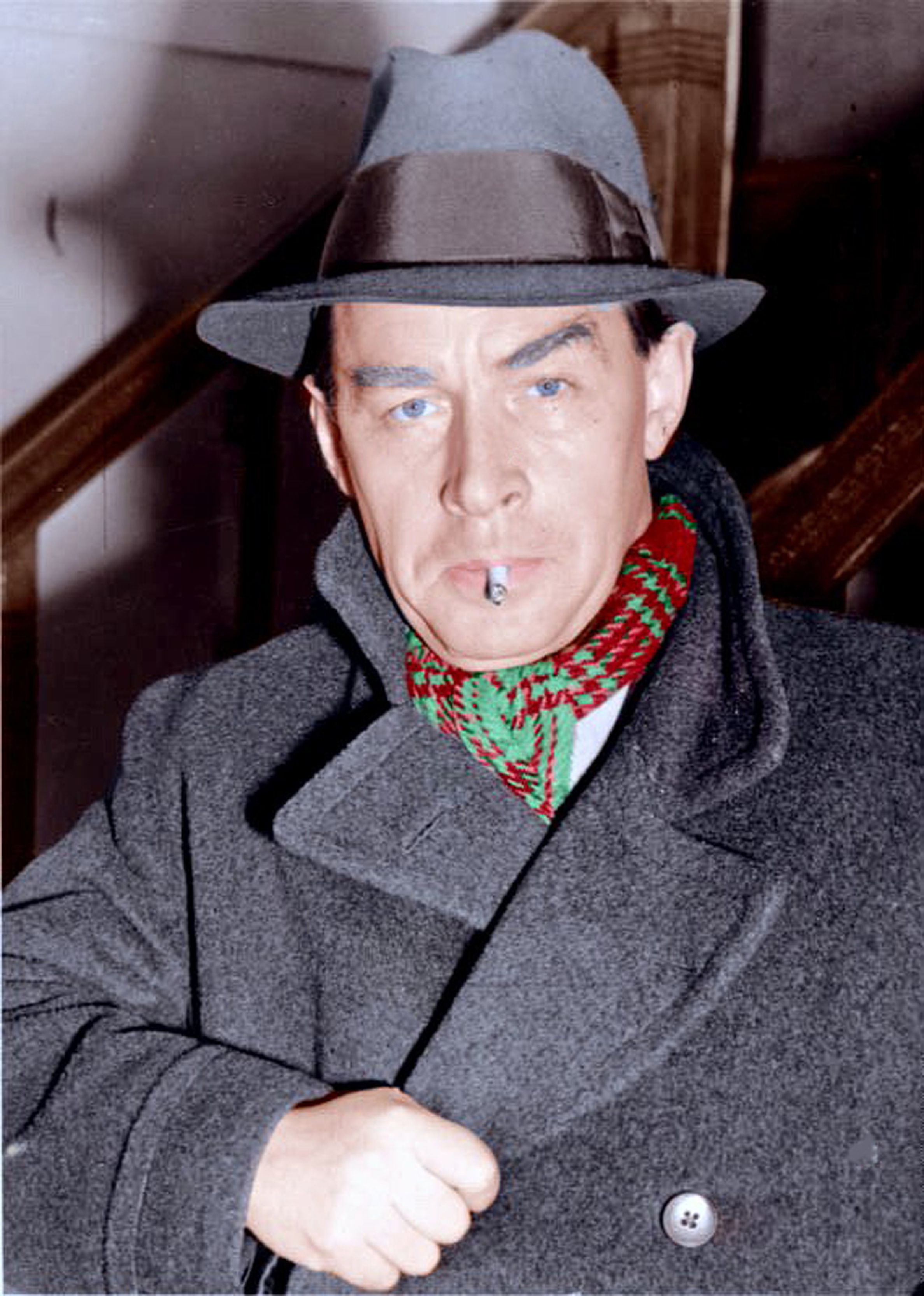
Eric Maria Remarque nel 1939

Durante la prima guerra mondiale Remarque, dopo il compimento dei 18 anni, fu chiamato alle armi nell'Esercito imperiale tedesco con la sua classe di leva, nel novembre 1916 (non volontario quindi, come spesso affermato), e inquadrato inizialmente come recluta nel 78º Reggimento di fanteria nella caserma "Caprivi" (Caprivi-Kaserne) di Osnabrück e un periodo di addestramento a Celle.

Il 12 giugno 1917 viene trasferito sul fronte occidentale con la 2ª Compagnia delle riserve, al deposito campale reclute (Feldrekrutendepot) della 2ª Divisione di riserva delle guardie a Hem-Lenglet, con lui ci sono gli amici Georg Middendorf (che annoterà tutto nel suo diario), Seppel Oelfke e Theodor Troske (deceduto il 22 agosto 1917).

Il 26 giugno 1917 fu assegnato al 15º Reggimento di fanteria della riserva (Reserve Infanterie-Regiment Nr. 15), seconda compagnia, plotone zappatori “Bethe” (Schanztrupp Bethe) e combatté nelle trincee della zona tra Torhout e Houthulst, nelle Fiandre Occidentali.

Il 31 luglio 1917 rimane ferito da uno shrapnel alla gamba sinistra, al braccio destro e al collo; curato dapprima all'ospedale da campo 309 (Feldlazarett 309) di Geite-St. Josef/De Geite-Sint Jozef e a Torhout, quindi evacuato e rimpatriato in Germania nell'agosto del 1917, Remarque viene trasferito all’ospedale St.-Vincenz di Duisburg dove trascorre il resto della convalescenza, lavorandovi in ufficio, per poi essere dimesso il 31 ottobre 1918. Ritornato a Osnabrück presso il 1º battaglione di complemento del 78º Reggimento fanteria (I. Ersatz-Bataillon im Infanterie-Regiment 78.), il 7 novembre è giudicato idoneo per il servizio al fronte ma l’11 novembre, con il termine del conflitto, è smobilitato, venendo infine congedato il 5 gennaio 1919.

### Il dopoguerra e l'attività di scrittore

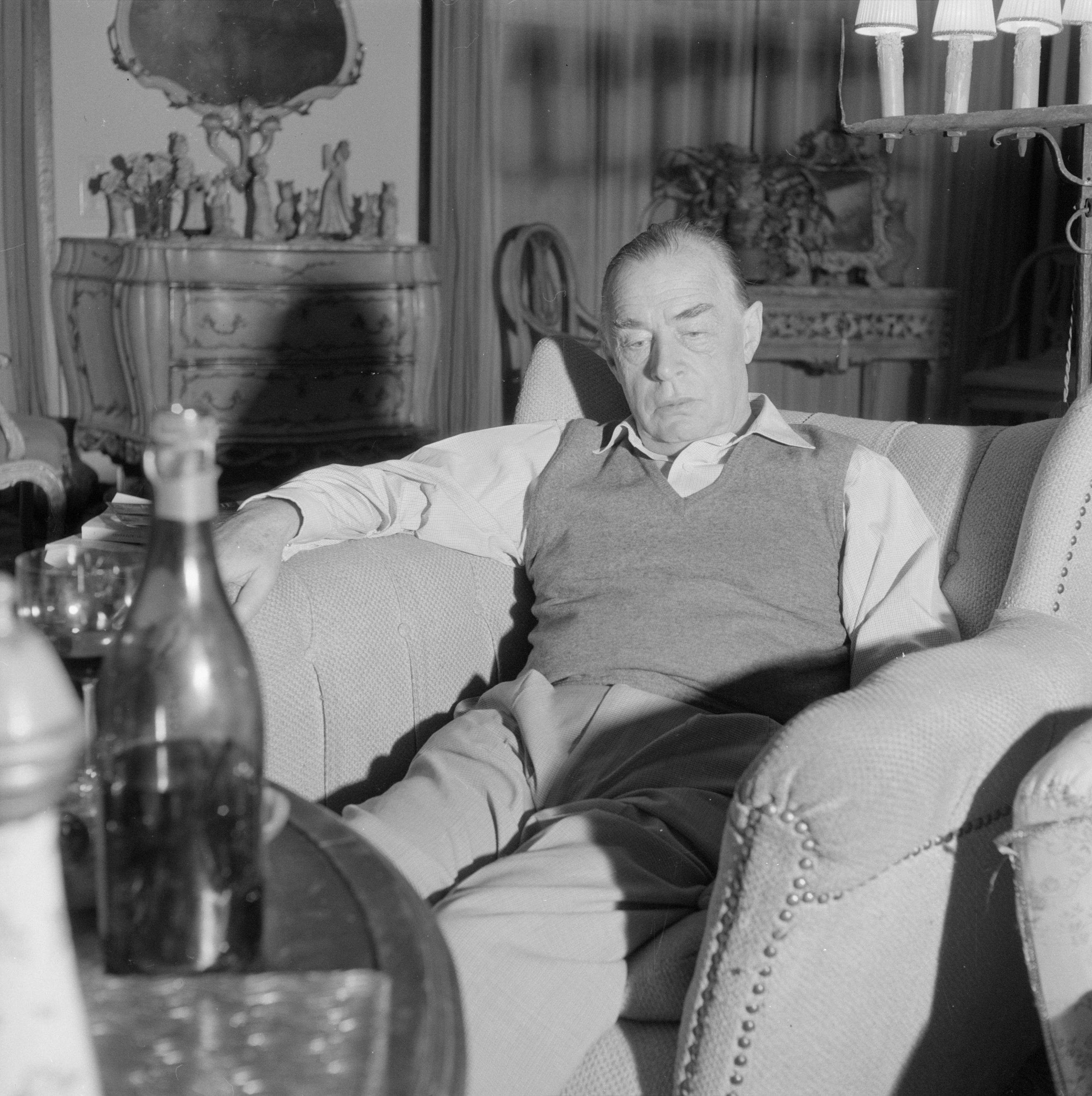
Erich Maria Remarque nel 1961

Nel dopoguerra cambiò molti lavori, bibliotecario, uomo d'affari, insegnante. Poi si cimentò nel mestiere di giornalista, anche di sport e di costume. Dal 1924 collaborò alla elegante rivista berlinese Sport im Bild, dove nel 1927-28 uscì a puntate il romanzo mondano Station am Horizont.
Nel 1929 pubblicò l'opera che lo rese improvvisamente famoso, Niente di nuovo sul fronte occidentale (Im Westen nichts Neues) con il nome Erich Maria Remarque (cambiando il suo secondo nome in onore della madre): il romanzo descriveva la totale crudeltà della guerra attraverso la prospettiva di un soldato diciannovenne. In seguito scrisse altre opere simili, che - con un linguaggio semplice e toccante - descrivevano in modo realistico la vita durante e dopo la guerra, negli anni della Repubblica di Weimar. Di Im Westen nichts Neues l'editore Propyläen-Verlag del gruppo Ullstein vendette nei primi cinque mesi del 1929 un milione di copie. Il romanzo divenne un successo internazionale di proporzioni stupefacenti; nel corso degli anni sarebbe stato tradotto in oltre 50 lingue.
Nel 1933 i nazisti bruciarono e misero al bando le opere di Remarque, mentre la propaganda di regime faceva circolare la voce che discendesse da ebrei francesi e che il suo cognome fosse Kramer, cioè il suo vero nome al contrario. Questa informazione è ancora presente in alcune biografie, nonostante la mancanza di prove a supporto. In La notte di Lisbona (Die Nacht von Lissabon, 1963) lo scrittore narra le drammatiche vicende di un antinazista tedesco costretto a fuggire negli Stati Uniti via nave. Il tema dello sradicamento personale, della tensione tra la nostalgia della patria e lo spirito democratico-pacifista cui rimase sempre fedele, caratterizzerà ancora per molti anni dopo la fine della guerra la sua attività di romanziere.
Nel 1958 uscì il film Tempo di vivere (A Time to Love and a Time to Die) di Douglas Sirk, tratto dal romanzo di Remarque Tempo di vivere, tempo di morire (Zeit zu leben und Zeit zu sterben, 1954), nel quale lo stesso autore recita una parte piccola ma significativa, quella del vecchio professore di liceo del soldato Graeber, il prof. Pohlmann.
Morì nel 1970 a Locarno, in Svizzera, all'età di 72 anni. Lo scrittore è tumulato al cimitero di Ronco sopra Ascona, in Svizzera, dove sono custodite anche le ceneri della seconda moglie.
La sua città natale Osnabrück gli ha dedicato il museo Centro della pace Erich Maria Remarque che archivia la sua opera e studia la sua diffusione nel mondo.
Nel 1998, nel centenario della nascita, fu pubblicato in Germania da Kiepenheuer & Witsch il suo ultimo romanzo incompiuto, Das gelobte Land (La terra promessa), ambientato a New York tra gli émigrés di origine mitteleuropea, in cui riproduce personaggi e ambienti a lui ben noti, e oggi considerato un'opera tra le più significative della cosiddetta Exilliteratur in lingua tedesca.

## Vita privata
Remarque visse in Svizzera dal 1931, e nel 1939 si trasferì negli Stati Uniti con la prima moglie, la danzatrice tedesca Ilse Jutta Zambona, che sposò e dalla quale si separò due volte; i due divennero cittadini statunitensi nel 1947. Lì lo scrittore continuò una burrascosa relazione sentimentale con l'attrice Marlene Dietrich, che era iniziata nel 1937 al Lido di Venezia. A New York lo scrittore ebbe anche una complicata relazione con Natalie "Natasha" Paley, nata a Parigi da una famiglia di esuli russi. Ebbe ricorrenti problemi di depressione e dipendenza dall'alcol. Nel 1948 tornò in Svizzera. Nel 1958 Remarque sposò l'attrice hollywoodiana Paulette Goddard (ex moglie di Charlie Chaplin), che rimase al suo fianco fino alla sua morte.

## Opere
- Station am Horizont
  -  Station am Horizont, in Sport im Bild, 1928.
  - (DE) Station am Horizont, Kiepenheuer & Witsch, 1998, ISBN 9783462027204.
  -  Traguardo all'orizzonte, traduzione di Enrico Arosio, Neri Pozza, Vicenza, 2021, ISBN 978-88-545-2005-9.
- Im Westen nichts Neues
  - (DE) Im Westen nichts Neues, 1ª ed., Berlin, Propyläen-Verlag, 1929.

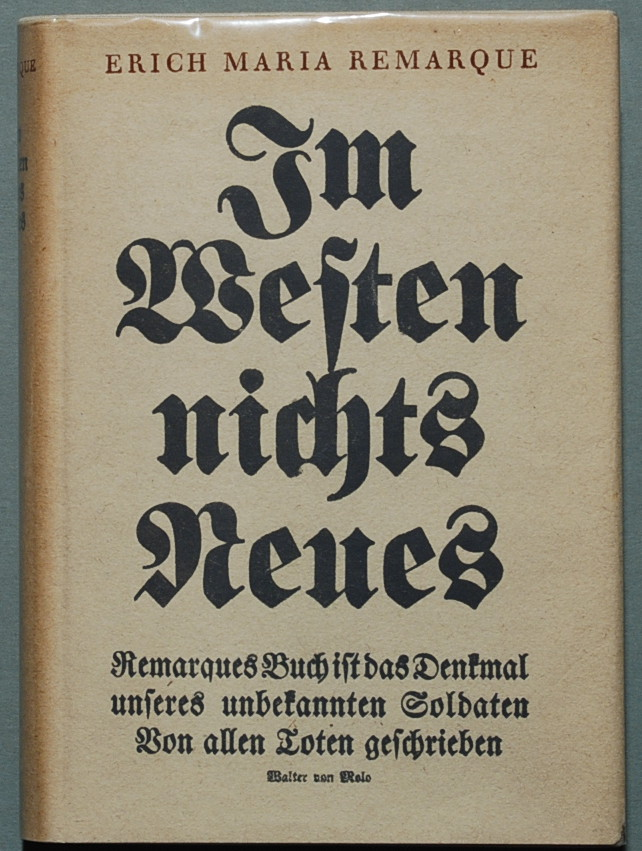
Im Westen nichts Neues, versione originale del 1929

  -  Niente di nuovo sul fronte occidentale, traduzione di Stefano Jacini, Milano, Mondadori, 1931. (edizione per l'estero, non distribuita in Italia).
  -  All'ovest niente di nuovo, traduzione di Flora Antonioni, Roma, De Luigi, 1944.
  -  Niente di nuovo sul fronte occidentale, collana Collana Medusa, traduzione di Stefano Jacini, Milano, Mondadori, 1950.
  -  All'ovest niente di nuovo, collana Collana Oscar, traduzione di Stefano Jacini riveduta da Elena Broseghini, Milano, Mondadori, 2015.
  -  All'ovest niente di nuovo, traduzione di Stefano Jacini riveduta da Wolfango della Croce, Vicenza, Neri Pozza, 2016, ISBN 978-88-545-1167-5.
- Der Weg zurück
  - (DE) Der Weg zurück, Berlin, Propyläen-Verlag, 1931.
  -  La Via del Ritorno, collana Collana I romanzi della guerra ; 12, Milano, Mondadori, 1932.
  -  La Via del Ritorno, collana Collana Medusa; 256,  1950, traduzione di Ervino Pocar, Milano, A. Mondadori.
  -  La Via del Ritorno, traduzione di Chiara Ujka, Vicenza, Neri Pozza, 2014, ISBN 978-88-545-0704-3.
- Drei Kameraden
  - (DE) Drei Kameraden, Amsterdam, Querido Verlag, 1938.
  -  Tre Camerati: romanzo, collana Collana Medusa; 236, traduzione di Ervino Pocar, Milano, A. Mondadori, 1949.
  -  Tre Camerati, traduzione di Chiara Ujka, Vicenza, Neri Pozza, 2013.
- Liebe deinen Nächsten
  - (DE) Liebe deinen Nächsten: Roman, Stockolm, Bermann Fischer Verlag, 1941.
  -  Ama il prossimo tuo: romanzo, collana Collana Medusa; 165, traduzione di Giuseppe Isani, Roma, Mondadori, 1945.
- Arc de Triomphe
  - (DE) Arc de Triomphe, Zürich, Micha, 1946.
  -  Arco di trionfo, collana Collana I delfini; 39-40, traduzione di Bruno Maffi, Milano, Bompiani, 1948.
- Der Funke Leben
  - (DE) Der Funke Leben, Köln; Berlin, Kiepenheuer & Witsch, 1952.
  -  L'ultima scintilla, collana Collana Il libro del giorno; 2, traduzione di Ervino Pocar, Milano, Mondadori, 1952.
- Zeit zu leben und Zeit zu sterben
  - (DE) Zeit zu leben und Zeit zu sterben, Köln; Berlin, Kiepenheuer & Witsch, 1954.
  -  Tempo di vivere, tempo di morire: romanzo, collana Collana Medusa; 366, traduzione di Ervino Pocar, Milano, A. Mondadori, 1954.
- Der schwarze Obelisk
  - (DE) Der schwarze Obelisk: Geschichte einer verspäteten Jugend, Köln; Berlin, Kiepenheuer & Witsch, 1956.
  -  L'obelisco nero: Storia di una giovinezza ritardata, traduzione di Quirino Maffi e Enrichetta Luppis, Milano, Bompiani, 1957.
- Der Himmel kennt keine Günstlinge
  - (DE) Der Himmel kennt keine Günstlinge, Köln; Berlin, Kiepenheuer & Witsch, 1961.
  -  Il cielo non ha preferenze, collana Collana Medusa; 485, traduzione di Ervino Pocar, Milano, A. Mondadori, 1964.
- Die Nacht von Lissabon
  - (DE) Die Nacht von Lissabon, Köln; Berlin, Kiepenheuer & Witsch, 1962.
  -  La notte di Lisbona, collana Collana Medusa; 493, traduzione di Ervino Pocar, Milano, A. Mondadori, 1965.
- Schatten im Paradies (postumo)
  - (DE) Schatten im Paradies, München, Droemer Knaur, 1971, ISBN 3-426-08996-3.
  -  Ombre in paradiso, traduzione di Ervino Pocar, Milano, A. Mondadori, 1971.
- Der Feind (postumo)
  - (DE) Der Feind, Köln; Berlin, Kiepenheuer & Witsch, 1993, ISBN 3-462-02268-7.
  -  Il nemico, traduzione di Giusy Valent, postfazione di Thomas Schneider, Milano, Mondadori, 1994, ISBN 88-04-37685-6.
- Das gelobte Land (postumo)
  -  Das unbekannte Werk: frühe Prosa, Werke aus dem Nachlaß, Briefe und Tagebücher, Vol. 2: Das gelobte Land: Roman, Köln, Kiepenheuer & Witsch, 1998, ISBN 346202695X.
  -  La terra promessa, traduzione di Alessandra Luise; postfazione di Maurizio Serra, Vicenza, Neri Pozza, 2019, ISBN 978-88-545-1751-6.